# Miresa acallis
Miresa acallis är en fjärilsart som beskrevs av Swinhoe 1906. Miresa acallis ingår i släktet Miresa och familjen snigelspinnare. Inga underarter finns listade i Catalogue of Life.